# Pierre Loeb (galeriste)
 (octobre 2022).
Pour les articles homonymes, voir Loeb et Pierre Loeb (peintre).
Pierre Loeb est un galeriste français né à Paris le 24 septembre 1897 et mort à Clichy le 6 mai 1964.
Il est le fondateur de la galerie Pierre, qui a exposé des artistes majeurs du XXe siècle.

## Biographie
Les jumeaux Pierre et Édouard Loeb naissent à Paris le 24 septembre 1897. Après la Première Guerre mondiale, Pierre Loeb fréquente le docteur Tzanck, collectionneur d'art et ami de Jules Pascin, André Derain et Othon Friesz. La galerie Pierre est inaugurée le 17 octobre 1924 au 13, rue Bonaparte à Paris, avec comme premier secrétaire Jacques Viot, et plus tard Henriette Gomès, modèle de Jules Pascin, avant qu'elle n'ouvre sa propre galerie en 1938. Pierre Loeb devient alors l'ami de Pablo Picasso. Il expose le peintre Joan Miró en juin 1925 et consacre une exposition, le 14 novembre de la même année, à la peinture surréaliste avec des œuvres de Paul Klee, Man Ray, Joan Miró, Max Ernst, Pablo Picasso, André Masson, Giorgio de Chirico, Pierre Roy, Georges Malkine et d'autres.
En 1927, la galerie déménage au 2, rue des Beaux-Arts. Il expose les œuvres de Georges Braque, Raoul Dufy, Marc Chagall et Jean Arp. Loeb épouse en 1928 Silvia Luzzatto. Ils auront deux enfants, Florence Loeb et le futur galeriste Albert Loeb. Il se lie d'amitié avec Antonin Artaud. Ce dernier réalisera de nombreux portraits de Pierre Loeb et de sa fille Florence. De 1933 à 1939, la galerie Pierre accueille Balthus, Victor Brauner, Picasso, Vassily Kandinsky, Wolfgang Paalen, etc.

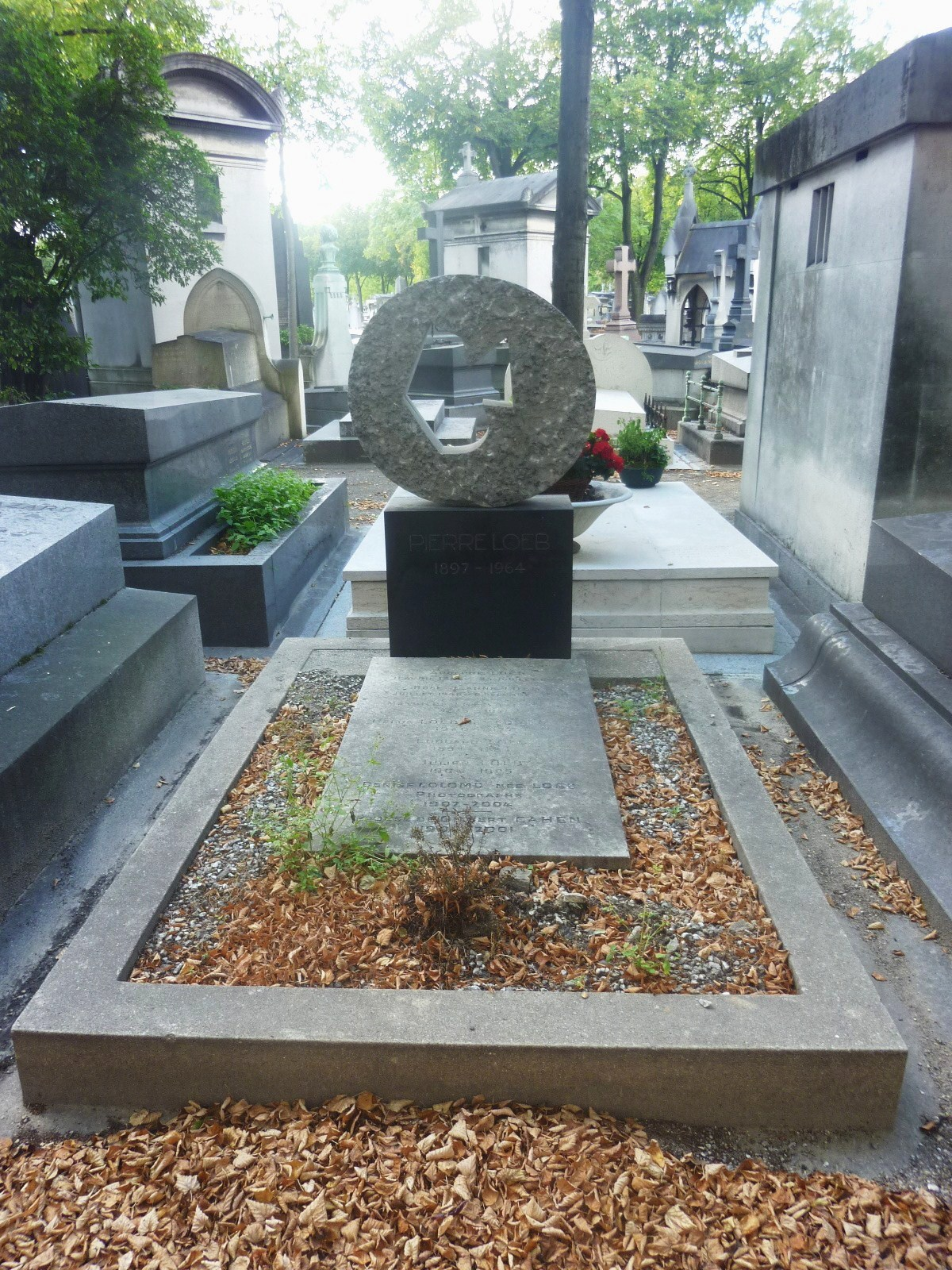
Tombe de Pierre Loeb au cimetière du Montparnasse (division 28).

Au début de la Seconde Guerre mondiale, en janvier 1942, il est contraint de s'exiler à La Havane avec sa famille. Alors qu’il doit céder sa galerie à un marchand de tableaux aryen, fin 1941, il s’arrange avec son confrère Georges Aubry, qui reprend sa galerie, en conformité avec la législation vichyste en vigueur. Lorsqu’il revient à Paris, Georges Aubry est réticent à honorer leur contrat moral et lui restituer sa galerie. C’est Picasso qui devra intervenir pour faire céder Aubry. La galerie Pierre est restituée à Pierre Loeb en juillet 1945, conformément à l’ordonnance du 21 avril 1945 concernant la restitution des bien spoliés pendant l’Occupation.
Après la Libération, la galerie Pierre 2, rue des Beaux-Arts accueillera les œuvres d'Alberto Giacometti, Antonin Artaud, Dora Maar, Vieira da Silva, Zao Wou-Ki, Jean-Paul Riopelle, Georges Mathieu, André Lanskoy, Sergio de Castro, Constantin Macris, Paul Kallos, Jacques Germain, Bernard Dufour, Georges Feher et Georges Romathier.
En 1957, il se remarie avec la peintre Agathe Vaïto. Il expose cette année-là les photographies de Denise Colomb, qui a immortalisé peintres et sculpteurs de la galerie Pierre depuis les débuts.
La galerie ferme ses portes en 1963. Pierre Loeb meurt le 6 mai 1964 à Clichy. Il est inhumé à Paris au cimetière du Montparnasse (division 28).

## Famille
- Denise Colomb, photographe, sa sœur ;
- Édouard Loeb, galeriste, son frère jumeau ;
- Albert Loeb, galeriste, son fils ;
- Florence Loeb, modèle, sa fille ;
- Martin Loeb, acteur, son petit-fils ;
- Caroline Loeb, auteure, chanteuse, comédienne et metteuse en scène, sa petite-fille ;
- Frédéric Loeb, galeriste, éditeur, son petit-fils ;
- Isabelle Weingarten, modèle, actrice, photographe, sa petite-fille.

## Publications
- Pierre Loeb, Voyage à travers la peinture, Paris, Bordas, 1945.

## Hommages
En 1979, le musée d'Art moderne de la ville de Paris consacre une exposition à la galerie Pierre du 7 juin au 16 septembre. Le musée d'Ixelles à Bruxelles reprend cette exposition du 4 octobre au 23 décembre 1979.

## Iconographie
- Émile Savitry, Portrait de Pierre Loeb dans sa galerie rue de Seine, 1946-1947[5].

## Documentation
Les archives de la galerie Pierre sont conservées à l'Institut national d'histoire de l'art.